# Afrarchaea
Afrarchaea és un gènere d'aranyes araneomorfes de la família dels arquèids (Archaeidae). Fou descrita per primera vegada l'any 1984 per Forster & Platnick.

## Taxonomia
Afrarchaea, segons el World Spider Catalog del 2017, te reconegudes 14 espècies, totes de Sud-àfrica i/o Madagascar:
- Afrarchaea ansieae Lotz, 2015
- Afrarchaea bergae Lotz, 1996
- Afrarchaea entabeniensis Lotz, 2003
- Afrarchaea fernkloofensis Lotz, 1996
- Afrarchaea fisheri Lotz, 2003
- Afrarchaea godfreyi (Hewitt, 1919)
- Afrarchaea haddadi Lotz, 2006
- Afrarchaea harveyi Lotz, 2003
- Afrarchaea kranskopensis Lotz, 1996
- Afrarchaea lawrencei Lotz, 1996
- Afrarchaea mahariraensis Lotz, 2003
- Afrarchaea ngomensis Lotz, 1996
- Afrarchaea royalensis Lotz, 2006
- Afrarchaea woodae Lotz, 2006